# Acacia moirii
Acacia moirii är en ärtväxtart som beskrevs av Ernst Georg Pritzel. Acacia moirii ingår i släktet akacior, och familjen ärtväxter.

## Underarter
Arten delas in i följande underarter:
- A. m. dasycarpa
- A. m. moirii
- A. m. recurvistipula

## Bildgalleri

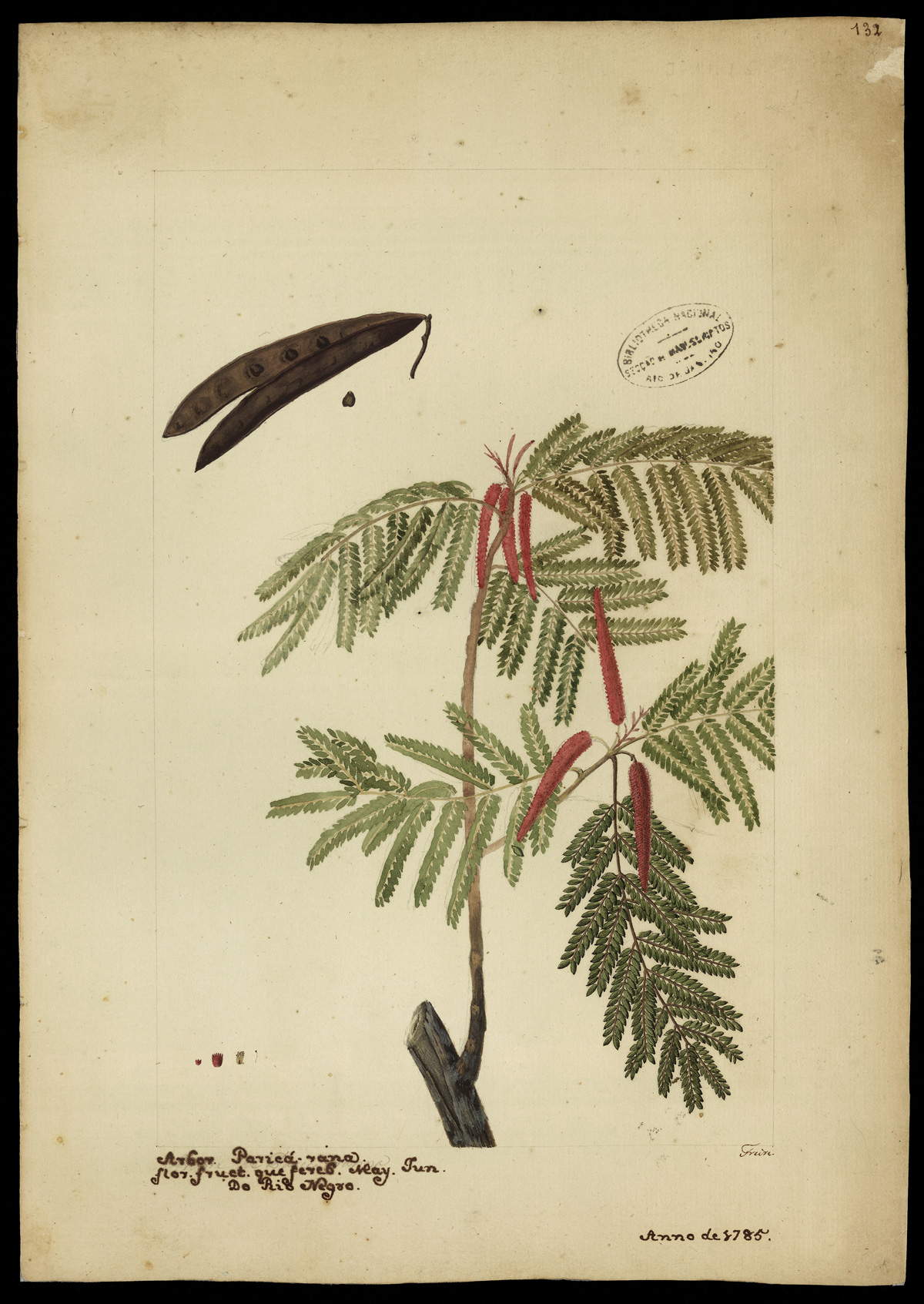